# ترمس صغير الأزهار
الترمس الصغير الأزهار (باللاتينية: Lupinus parviflorus) نوع نباتي يتبع جنس الترمس من الفصيلة البقولية المعروفة بقدرتها على تثبيت النيتروجين الجوي من خلال بكتيريا المستجذرة.